# Hockey Club Bâle
Pour les articles homonymes, voir Sharks (homonymie).
Le HC Bâle est un club de hockey sur glace de la ville de Bâle en Suisse.

## Histoire du club

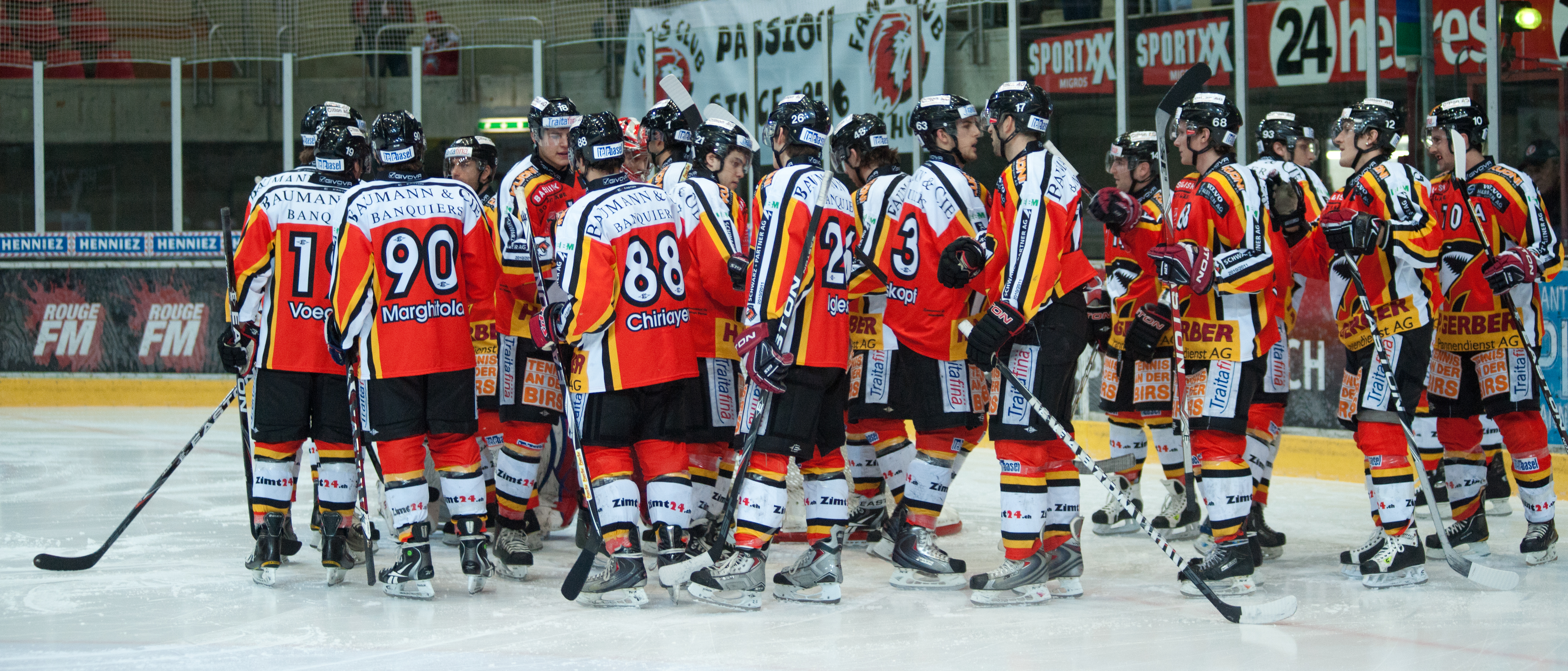
L'équipe du HC Bâle Sharks lors d'un match contre le Lausanne HC.

Le club a été fondé le 14 octobre 1932 au restaurant Zum Braunen Mutz, sous le nom SC Rot Weiss. L'année suivante, il est renommé HC Bâle Rotweiss.
Les membres fondateurs du club sont Peter C. Straumann, Dr. A. Stehlin, Alex Martignalia, E. Müry-Meyer, W.A.C. Kellerhals, Charly Bleile, « Suri » Kreis ainsi que quelques joueurs de hockey.
En 1989, il devient le HC Bâle/Petit-Huningue (EHC Basel/KLH), puis HC Bâle Dragons en 1994 et finalement HC Bâle en 2003. Au début de la saison 2010, il prend le nom de HC Bâle Sharks. Après sa faillite en 2014, le club reprend son nom de HC Bâle/Petit-Huningue, nom qu'il abandonne au profit de l'historique HC Bâle, dès la saison 2018-2019.
Le club a évolué en Ligue nationale A jusqu'en avril 2008, où en perdant la série de promotion/relégation 4 matches à zéro contre le HC Bienne, il est rétrogradé en Ligue nationale B pour la saison 2008-2009.
Le 7 juillet 2014, le conseil d’administration déclare la faillite, ce qui provoque la mise au chômage de tout le personnel, y compris les joueurs et entraîneurs, et le club se voit retirer sa licence de jeu,. Cette faillite n’est pas due à une insolvabilité ou à une mauvaise gestion de l’entreprise, mais à un manque de soutien populaire et à une faible visibilité dans sa région. Cette faillite provoque un changement dans le calendrier de la Ligue nationale B, qui se retrouve amputée d’un de ces membres pour la saison 2014-2015. Le club repart alors en 1re ligue.
En 2017, le HC Bâle/Petit-Huningue profite de la création de la MySports League pour évoluer à nouveau dans un championnat national. Il s'est directement qualifié pour la nouvelle 3e division suisse et y prend part dès la première saison de cette dernière.

## Palmarès

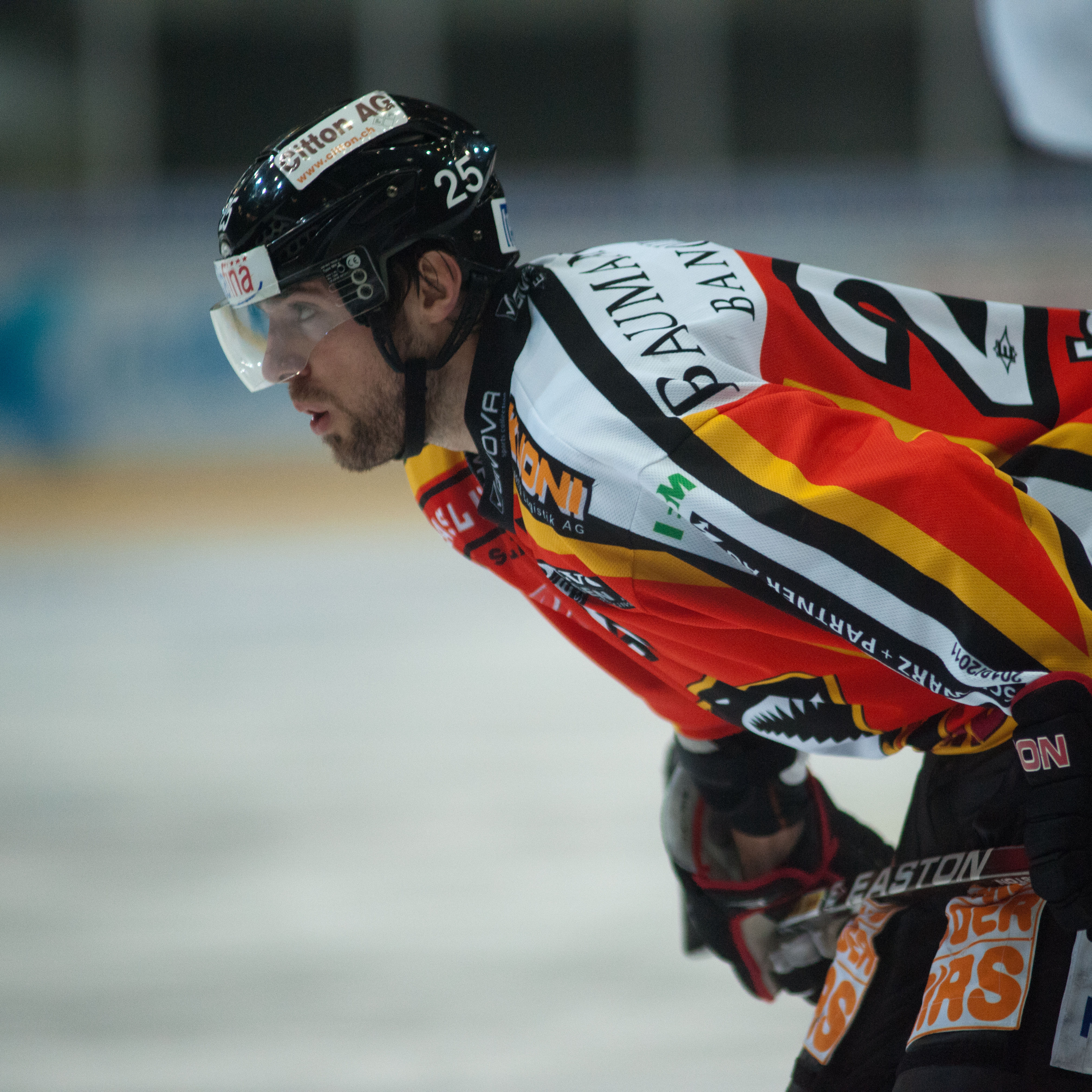
Jann Falett - EHC Basel

- Champion de LNB
  - 1956, 2003 et 2005

## Joueurs
| No    | Nom              | Nat. | Position  | Arrivée                           |
| ----- | ---------------- | ---- | --------- | --------------------------------- |
| +032, | Andri Henauer    |      | Gardien   | Prêté par le CP Berne             |
| +042, | Fabio Haller     |      | Gardien   | 2019 - EHC Winterthour            |
| +005, | Patrick Zubler   |      | Défenseur | 2021 - HC La Chaux-de-Fonds       |
| +007, | Jens Nater       |      | Défenseur | 2022 - EHC Olten                  |
| +014, | Louis Füllemann  |      | Défenseur | Prêté par le CP Berne             |
| +024, | Lucas Bachofner  |      | Défenseur | 2021 - EHC Winterthour            |
| +027, | Aaro Törmänen    |      | Attaquant | 2024 - HC Lugano                  |
| +033, | Anthony Rouiller |      | Attaquant | 2023 - HC Ajoie                   |
| +050, | Cédric Aeschbach |      | Défenseur | 2023 - SCL Tigers                 |
| +086, | Alain Bircher    |      | Défenseur | 2023 - SC Rapperswil-Jona Lakers  |
| +008, | Laurin Liniger   |      | Attaquant | 2023 - SC Langenthal              |
| +010, | Jakob Stukel     |      | Attaquant | 2022 - HC Pustertal-Val Pusteria  |
| +016, | Alban Rexha      |      | Attaquant | 2021 - EHC Olten                  |
| +017, | Jamie Schaub     |      | Attaquant | 2023 - SC Langenthal              |
| +046, | Matthias Rossi   |      | Attaquant | Prêté par le SCL Tigers           |
| +051, | Sandro Brügger   |      | Attaquant | 2022 - HC Viège                   |
| +056, | Ueli Huber       |      | Attaquant | 2024 - HC Ajoie                   |
| +061, | Vincenzo Küng    |      | Attaquant | 2023 - SC Langenthal              |
| +066, | Gianluca Barbei  |      | Attaquant | 2024 - HC La Chaux-de-Fonds       |
| +071, | Brett Supinski   |      | Attaquant | 2023 - Västerviks IK              |
| +073, | Santiago Näf     |      | Attaquant | Prêté par le HC Fribourg-Gottéron |
| +092, | Andreas Tschudi  |      | Attaquant | 2022 - EHC Arosa                  |
| +094, | Dario Kummer     |      | Attaquant | 2023 - SC Langenthal              |
| +098, | Jules Sturny     |      | Attaquant | 2023 - HC Davos                   |

## Parcours
| - 1932 - 1941 LNB - 1941 - 1953 LNA - 1953 - 1956 LNB - 1956 - 1963 LNA - 1963 - 1967 LNB - 1967 - 1972 1re ligue - 1972 - 1976 LNB - 1976 - 1977 1re ligue - 1977 - 1980 2e ligue - 1980 - 1981 1re ligue | - 1981 - 1982 2e ligue - 1982 - 1984 1re ligue - 1984 - 1988 LNB - 1988 - 1989 1re ligue - 1989 - 1993 2e ligue - 1993 - 2000 1re ligue - 2000 - 2003 LNB - 2003 - 2004 LNA - 2004 - 2005 LNB - 2005 - 2008 LNA | - 2008 - 2014 LNB - 2014 - 2017 1re ligue - 2017 - 2022 MySports League - 2022 - ... SL |